# Вишиниј (Калараш)
Вишиниј (рум. Vișinii) насеље је у Румунији у округу Калараш у општини Индепенденца. Oпштина се налази на надморској висини од 36 m.

## Становништво
Према подацима из 2002. године у насељу је живело 587 становника, од којих су сви румунске националности.